# تجو دا شين
وٌلد تجو دا شين عام 1952، اسمه الحركي «جين دو» في مقاطعة خنان مدينة تجانغ تجو، هو كاتب صيني وأحد أعضاء الحزب الشيوعي الصيني، وعضو في رابطة الكتاب الصينين، تخرج في معهد لوشيون للدارسات الأدبية، وكلية الدراسات السياسية التابعة لجيش التحرير الصيني بمقاطعة شي آن.بالإضافة إلى كونه جندي موارد بشرية في العسكرية بقسم اللوجستيات العامة بجيش التحرير الشعبي. ونال مرتبة لواء.

## حياته
وٌلد تجو دا شين عام 1952 في مقاطعة خنان مدينة تجانغ تجو لعائلة ريفية، وعند تخرجه من المدرسة الثانوية عام 1970، التحق بجيش التحرير الصيني، وبدأ عام1979 بكتابة أعماله الأدبية ومنها «رسالة العذراء من المستقبل». 
تخرج من بكلية الدراسات السياسية التابعة لجيش التحرير الصيني التابع لمقاطعة شي آن عام 1985،  ومن ثم التحق ب معهد لوشوين للدراسات الأدبية.
انضم عام 1988 إلى رابطة الكتاب الصينين، وأصبح عضو أكاديمي في كلية الآداب بمقاطعة خنان عام 1999. 

## الأعمال الأدبية
الأعمال الروائية الطويلة
«آن خون» 
الأعمال الروائية المتوسطة
«مشانق من فضة»

## الجوائز
حصل تجو دا شين عام 1999 على جائزة الدب الذهبي في مهرجان برلين السينيمائي الدولي عن سيناريو فيلم "xiang hun nu".
حصل عام 2002 على جائزة فانغ مو، وجائزة Bingxin الأدبية للتصوير الفوتوغرافي.
وحصل في عام 2008 على جائزة ماودون الأدبية عن روايته «المشاهد الخلابة للبحيرات والجبال». 